# 佐々木高明
佐々木 高明（ささき こうめい、1929年11月17日 - 2013年4月4日）は、日本の民族学者。国立民族学博物館名誉教授・元館長。総合研究大学院大学名誉教授。前財団法人アイヌ文化振興・研究推進機構理事長。照葉樹林文化論の主要な提唱者の一人。

## 経歴
出生から修学期
1929年、大阪府で開業医の家に生まれた。京都大学の図書館で働きながら立命館大学文学部地理学科(夜間)で学び、1952年に卒業。京都大学大学院文学研究科地理学専攻に進み、1959年3月に博士課程を単位取得満期退学。
地理学研究者として
1959年4月、京都大学教養部助手に採用された。1962年4月、立命館大学文学部講師に就いた。1965年4月に助教授昇格。1970年7月、学位論文『焼畑農業の比較地理学的研究』を京都大学に提出して文学博士の学位を取得。 1971年4月、奈良女子大学文学部助教授に転じた。1972年5月に教授昇格。
1973年4月、国立民族学博物館創設準備室次長に就いた。1974年6月、国立民族学博物館教授に就任。1989年4月からは総合研究大学院大学教授を併任。1991年4月に国立民族学博物館副館長となり、1993年4月からは梅棹忠夫の後任として国立民族学博物館第2代館長に就任。1997年3月、国立民族学博物館を定年退官し、国立民族学博物館名誉教授、総合研究大学院大学名誉教授となった。その後は、財団法人アイヌ文化振興・研究推進機構理事長となり、2003年3月に同理事長を退任。
2013年4月4日、急性骨髄性白血病のため死去。83歳没。

## 受賞・栄典
叙勲
- 1988年：紫綬褒章を受章
- 2003年：勲三等旭日中綬章を受章

受賞歴
- 1994年：第20回今和次郎賞を受賞。『日本文化の基層を探る：ナラ林文化と照葉樹林文化』(1993)に対して。
- 1997年：第13回NIRA政策研究・東畑記念賞を受賞。『日本文化の多重構造：アジア的視野から日本文化を再考する』(1997)に対して。
- 2004年：第14回南方熊楠賞人文の部[3]

## 研究内容・業績
照葉樹林文化論を展開した。

## 著作

### 著書
- 『インド高原の未開人：パーリア族調査の記録』古今書院 1968
- 『熱帯の焼畑：その文化地理学的比較研究』古今書院 1970
- 『稲作以前』日本放送出版協会(NHKブックス) 1971
  - 新書改題『増補新版稲作以前 教科書がふれなかった日本の農耕文化の起源』洋泉社歴史新書
- 『日本の焼畑：その地域的比較研究』古今書院 1972
- 『照葉樹林文化の道：ブータン・雲南から日本へ』日本放送出版協会(NHKブックス) 1982
- 『縄文文化と日本人 日本基層文化の形成と継承』小学館 1986
  - 文庫化 講談社学術文庫
- 『東・南アジア農耕論 焼畑と稲作』弘文堂 1989
- 『日本史誕生』(日本の歴史 1) 集英社 1991
- 『日本文化の基層を探る：ナラ林文化と照葉樹林文化』日本放送出版協会(NHKブックス) 1993

「北からの文化：ナラ林文化とその特色」
- 『日本文化の多重構造：アジア的視野から日本文化を再考する』小学館 1997
- 『地域と農耕と文化：その空間像の探求』大明堂 1998
- 『照葉樹林帯の食文化：日本文化のルーツを探る』作陽学園出版部、れんが書房新社 1999
- 『多文化の時代を生きる：日本文化の可能性』小学館 2000
- 『南からの日本文化』日本放送出版協会(NHKブックス) 2003
- 『山の神と日本人：山の神の信仰から探る日本の基層文化』洋泉社 2006
- 『照葉樹林文化とは何か 東アジアの森が生み出した文明』中公新書 2007
- 『歴史探求講座 日本人のルーツを探る 第3分冊 風土が証すもの』

「アイヌ民族の歴史と文化：その特色と文化振興への道」
- 『日本文化の多様性：稲作以前を再考する』小学館 2009
- 『日本文化の源流を探る』海青社 2013[4]

### 共編著
- 『南島の古代文化』国分直一共編、毎日新聞社 1973
- 『続照葉樹林文化：東アジア文化の源流』上山春平・中尾佐助共著、中公新書 1976
- 『日本農耕文化の源流：日本文化の原像を求めて』日本放送出版協会 1983
- 『雲南の照葉樹のもとで』(国立民族学博物館中国西南部少数民族文化学術調査団報告) 日本放送出版協会 1984
- 『生と死の人類学』石川栄吉・岩田慶治共編、講談社 1985
- 『畑作文化の誕生 縄文農耕論へのアプローチ』松山利夫共編、日本放送出版協会 1988
- 『日本文化の源流 北からの道・南からの道』大林太良共編、小学館 1991
- 『照葉樹林文化と日本』中尾佐助共編、くもん出版 1992[5]
- 『日本文化の起源：民族学と遺伝学の対話』森島啓子共編、講談社 1993
- 『農耕の技術と文化』集英社 1993
- 『月刊文化財』特集：アイヌ文化と沖縄文化：日本文化との比較の視座から
- 『アイヌ文化を伝承する：萱野茂アイヌ文化講座 2』萱野茂ほか共著